# São Salvador (Viseu)
São Salvador is een plaats (freguesia) in de Portugese gemeente Viseu en telt 3087 inwoners (2001).